# 加島大輔
加島 大輔（かしま だいすけ、1992年7月12日 - ）は、日本の元プロレスラー。

## 経歴
- 2016年4月17日、九州プロレスアクロス福岡イベントホール大会の対桜島なおき戦でデビュー。
- 2016年12月22日、心肺機能の疾患を理由とする引退（退職）願が提出されて、これ以降の活動は難しいと判断して同日付で受理された。

## 得意技
ドロップキック

## テレビ出演
- 目撃者f（FBS）（2016年8月28日、2017年5月28日） - 1回目は練習生時代からデビュー戦までを密着。2回目はデビュー後から引退までを密着。